# Valentín I. Druget
Valentin Druget(h) (maď. Drugeth Bálint 1577 – 7. listopad 1609) byl uherský šlechtic z humenské větve rodu Drugetů, od roku 1600 zemplínský župan.

## Životopis
Narodil se jako syn Štěpána Drugeta. Byl dvakrát ženatý: s Alžbětou Rákocziovou a Kristýnou Horvátovou.
Valentin I. byl králem Rudolfem jmenován zemplínským županem 1. března 1600 po smrti svého staršího bratra. Předepsanou přísahu na tento úřad složil 3. května v témže roce, ve věku 22 let na hradě Zemplín se slovy, že tento úřad povede věrně a spravedlivě.
Udržel si po otci reformovanou víru. I on se zúčastnil bojů proti Turkům. Roku 1604 se přidal k Bocskayovu povstání a v dubnu 1605 ho zvolili jedním z hlavních velitelů povstaleckých vojsk.
S Valentinem se pojí i jedna nepříjemná událost, kterou kronikář popsal takto:
"V předvečer svátku Seslání Ducha šlechtic Valentin z Humenného se náhodně procházel na svém kočáru kolem monastýru – a to akorát v době, kdy k němu směřovala procesí lidí z jednotlivých vesnic. Kráčeli řízným krokem a zpívali náboženské písničky. Objížděje jedno z těchto procesí se jeho koně splašili, kočár se převrátil a on si při tom nešťastně zlomil ruku. Tehdy se strašně rozzuřil a přikázal svým hajdukům podpálit chrám i klášter. Tito okamžitě vyplnili rozkaz svého nemilosrdného pána."
Popsaná příhoda se týká monastýru v blízkosti obce Krásný Brod v okrese Medzilaborce. Celý dřevěný klášterní komplex s chrámem shořel spolu s celým vnitřním vybavením, knihovnou a archivem. Mniši (baziliáni) si zachránili jen holé životy. A údajně se ještě nějakým zázračným způsobem zachránil obraz Bohorodičky, který našli pastýři nedaleko od kláštera. Podle ústního podání ikona Bohorodičky plakala, dokud se nepostavil nový chrám. Podle kronikáře V. Terleckiho Valentin I. Druget po této události vážně onemocněl a neuměl ho uzdravit žádný lékař. Na radu svých přátel udělal Valentin slib, že opět nechá vybudovat chrám a klášter, který dal v návalu hněvu spálit. Když se mu pak podařilo slib splnit, opět se mu zdraví vrátilo.
V únoru 1605 byl Bočkaj zvolen sedmihradským knížetem a na sněmu v Serncsi i za krále Uherska. Tehdy se Bočkaj pokusil o reorganizaci svých vojsk, kterou můžeme považovat současně za snahu paralyzovat hajducké velitele, protože do čela vojska byl postaven Valentin Druget z Humenného. Bočkayovští hajduci na jaře 1605 zpustošili velké části východní Moravy a jihozápadního Slovenska.
Bočkaj spolupracoval s Turky, a proto při následném útoku Turků na Ostřihom Bocskayova vojska měla za úkol spolu s pomocnými tatarskými oddíly pustošit nepříteli území. To mělo být v době, kdy turecká armáda obléhala pevnost, a tím vázat síly císařských vojsk. Turecké armádě se podařilo 29. září 1605 dobýt Ostřihom, když se již dříve zmocnila Vyšehradu. 17. října 1605 kapitulovaly před bočkayovskými oddíly na čele s Valentinem Drugetom i Nové Zámky, údajně proto, aby pevnost nedobyli Turci.
Štěpán Bočkaj ve svém testamentu Valentina Drugeta ustanovil svým nástupcem, ale sedmihradským knížetem se stal Zikmund Rákoczi. V roce 1608 se účastnil spolu s Jurajem III. Drugetem korunovace Matyáše II. Valentina Drugeta nový král povýšil na zemského soudce, Juraje jmenoval županem Zemplínské stolice.
Valentin I. psaní svého deníku ukončil 19. listopadu 1605. Štěpán Bočkaj zemřel v Košicích v roce 1606 jako vládce Sedmihradska a tří východouherských stolic. Ve svém testamentu doporučuje Sedmihradeckým, aby Valentina ustanovili svým knížetem. Ten dělal všechno, co mohl, aby titul získal. K tomuto cíli použil i svou manželku Alžbětu, kterou přiměl k tomu, aby šla za otcem Zikmundem Rákoczim. Měla ho přesvědčit, aby nepřijal tuto kandidaturu, ale umožnil ji svému zeti Valentinovi. Stavy si ale zvolily Zikmunda Rákocziho. Valentin, zklamaný a znechucený z takového závěru, začal se odškodňovat z Bočkajova bohatství a odvlekl do Humenného všechny cennosti na sedmnácti vozech. Mezi nimi byly i dvě koruny: srbská a řecká a množství zlatého a stříbrného nádobí, jakož i velké množství ražených mincí. Mezi drahými kameny vynikal zvláště rubín, který velikostí převyšoval vejce orientálního holuba, takzvaný karbunkl, který svítil jako červené víno. K jeho majetkům přibyly i jím obsazené hrady Velký Kamenec a Chust. Po uzavření míru podněcoval Valentin I. hajduky k novému odporu. Hajduci zklamaní z celé vzniklé situace chtěli nového vůdce, a proto vyhlásili Valentina I. králem a na hlavu mu položili jednu z Bočkajových korun. Zároveň už Mikuláš Bočkaj zorganizoval 15tisícovou armádu a s pomocí Turků začal šířit hrůzu. Začalo vznikat velké nebezpečí, a proto byla svolána porada komisařů do Bratislavy dne 6. ledna 1608. Tito komisaři byli určeni k tomu, aby nastolili pořádek. Valentin I. si konečně uvědomil, jaká je reálná situace, a vzdal se boje. Po vyjednávání byly hajdukům přiznány z minulosti patřící území, Mikuláš Bočkaj byl povýšen na barona. Valentin I. se smířil s císařem Rudolfem a pomohl Matyášovi II. (1608–1619) dostat se na uherský trůn. Zemřel ve věku 32 let dne 9. listopadu 1609 na svém Užhorodském hradě. Příčinou smrti byla pravděpodobně otrava nepřáteli. Šarišskopotocký kronikář zaznamenal, že "zemřela velká opora národa s boží matky církve cum suspicione veneno" (podezření z otravy) Z prvního manželství měl Valentin I. jednoho syna Štěpána VI., ten však již už o tři roky po smrti svého otce umírá, jak to uvádí blatnopotocký kronikář:
"16. března v roce 1612 zemřel pozůstalý syn váženého a velkomožného Valentina Humenského, Štěpán (VI.), který zemřel jako jeho otec-suspicione veneno (na podezření z otravy). Předchozího dne ještě hostil Jiřího III. Humenského (který byl jeho strýcem). Hned třetího dne se Juraj (III.) ubytovává na Užhorodském hradě. "
Jím tato Drugetská větev skončila.

## Úryvky z deníku
Ukázky z jeho deníku, který začíná válečnou výpravou u Bodrogkeresture:
"Velkou zemskou zástavu vztyčili na kerestúrských polích a dal jsem vystřelit tři rány z hmoždíře, který jsem měl s sebou. Vzkázal jsem vojákům, kteří jsou věrní mému milosrdnému pánovi, aby přišli pod jeho zástavu a pod jeho zástavu a pod jeho zbraně. Toho dne jsem nařídil, aby 17 oddílů vojska jeho knížecí milosti přistoupilo k městečku Serencs. Další čtyři oddíly se pak připojily k nám, když jsem nařídil postavení do pozoru, zvolal jsem třikrát Ježíš a s 21 oddíly, s radostí v srdci, vykročili jsme v Ježíšově jménu vpřed. V ten den se k nám připojili dva begovi zástupci. Na pohled byly tyto jejich husté turecké šiky velmi pěkné. Byli to mladíci a nebylo mezi nimi mnoho starších. Měli správně lidské chování, ačkoli bylo tam mnoho pohanů. Když jsme se spojili s hordou pod mojí zástavou, zazpívali jsme panu naši pěknou píseň Hrad přepevný je pán bůh náš. Tehdy nám begové vzkázali, že uvěřili, že vyznávání jediného boha podle toho zpěvu a doufají, že mluvíme pravdu. Ale hajdúci říkali toto, vše je možné, tak říkajíc i bez našeho květnatého zpěvu můžeme upadnout do pochybností, protože my, chudáci hajdúci, jsme nečetli svaté žalmy. "
V dalších dnech postupoval s vojskem dále. Přes Fiľakovo a Lučenec se dostal 14. července 1605 k Zvolenu a napadl ho. Odtud pak postupoval k Sokolci a Novým Zámkům. Ve svém deníku uvádí následující:
"2. září hostil jsem pašu s mnoha begy a hlavními Turky a Tatary v polním táboře. Byla to bohatá hostina, neboť pili z mís a rukama trhali si jídlo, a když se vícekrát najedli, vstali a přišli další bídní Tataři na jejich místo na konci stolu. Bylo zde pět, šest stolů, za kterými seděli páni z Turků a Tatarů. Když se najedli do sytosti, navzájem si utírali ruce a brady do kaftanů, jak to bylo zvykem u pohanů. "